# Marcha das Mulheres em Washington
Women's March on Washington (em português: Marcha das Mulheres em Washington) foi uma manifestação que ocorreu em 21 de janeiro de 2017, em Washington, D.C., para promover os direitos da mulher, reformas na imigração e direitos LGBT e abordar as desigualdades raciais, questões trabalhistas e questões ambientais. Eventos irmãos aconteceram em cidades ao redor do mundo.

## Manifestação
A marcha, organizada como um movimento de base, ocorreu um dia após a posse do Presidente Donald Trump, a quem os manifestantes vêem como uma grande ameaça para a sua causa. O objetivo foi "enviar uma mensagem corajosa para a nossa nova administração em seu primeiro dia no cargo, e ao mundo que os direitos das mulheres são direitos humanos". A marcha foi transmitida ao vivo em Washington, D.C. no YouTube, Facebook e Twitter.

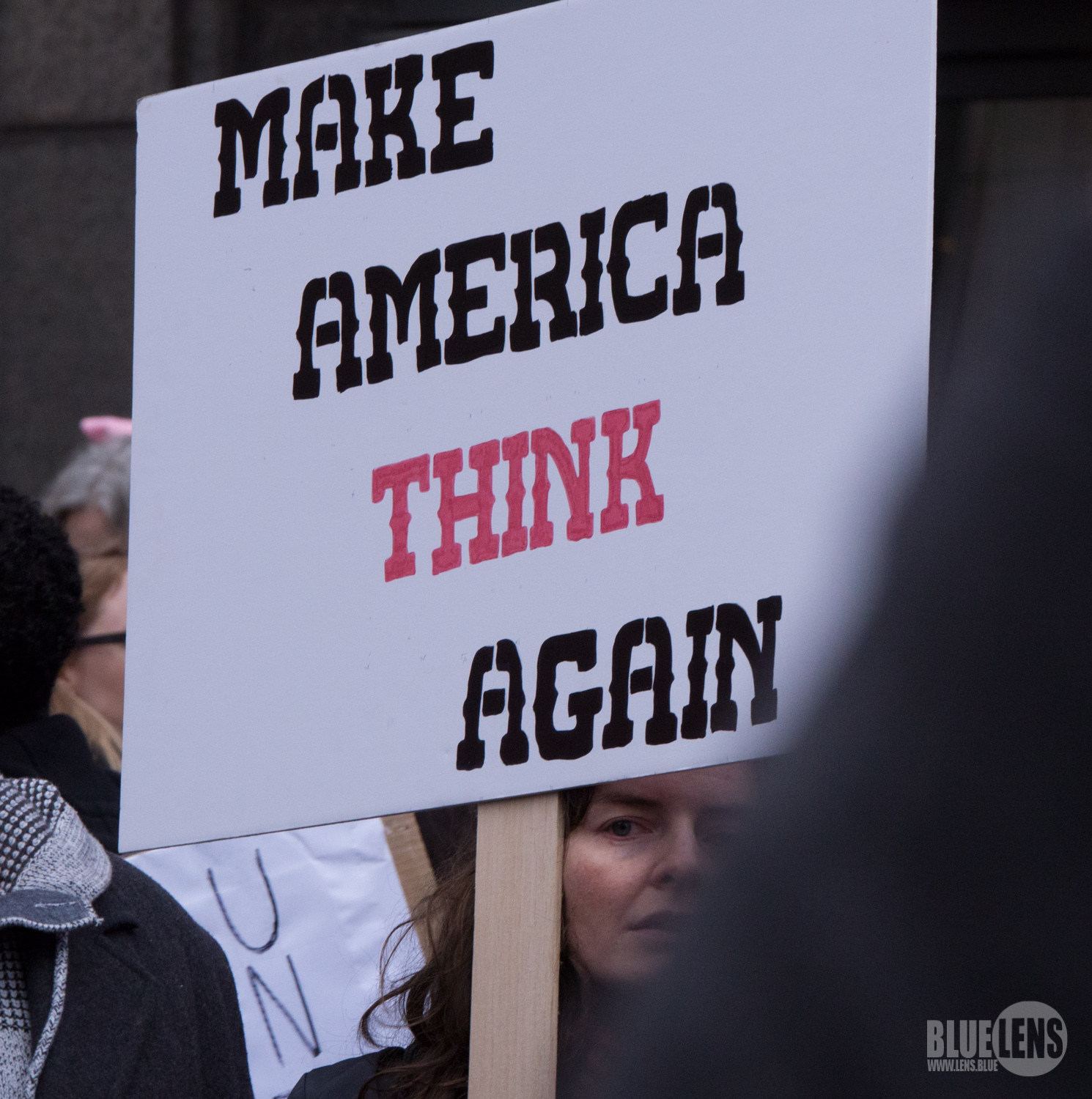
Cartaz da marcha, que alude ao slogan da campanha de Trump "Make America great again" ("Faça a América grande de novo"),sugerindo antes: "Faça a América pensar de novo")

 Marchas ocorreram em todo o mundo, com 408 marchas relatadas nos EUA e 168 em outros países. A marcha atraiu milhares de pessoas apenas em Washington, D.C. e em outras localidades de 2,9 a 4,2 milhões em cidades em todo os EUA, tornando-se assim o maior protesto em um único dia na história dos Estados Unidos.

## Controvérsias
Alguns meios de comunicação criticaram o facto  de Linda Sarsour se encontrar à cabeça da organização da marcha, apontando o facto de ser grande defensora da misógina Arábia Saudita. Ayaan Hirsi Ali chama-lhe uma falsa feminista
Também oradora em  Washington foi Donna Hylton, uma criminosa condenada pelo rapto, tortura e assassínio de Thomas Vigliarolo em 1985. 
Em Dezembro de 2018, os organizadores da Marcha das Mulheres em Washington anunciaram que iriam dissolver o seu grupo contra o pano de fundo de acusações de anti-semitismo ou complacência para com o Islão radical. Foram citadas as ligações de figuras de proa do movimento com o líder Louis Farrakhan, da Nação do Islão, um grupo supremacista negro.